# Eosinopteryx
Eosinopteryx là một chi khủng long, được Godefroit Demuynck Dyke Hu D. Escuillié & Claeys mô tả khoa học năm 2013.